# Phyllis MacPherson-Russell
Phyllis Claire Macpherson-Russell OD, OJ (* 18. November 1923 in Kingston; † 19. April 2008) war eine jamaikanische Politikerin der People’s National Party (PNP).

## Biografie
Phyllis Macpherson-Russell, Schwester des späteren Sprechers des Repräsentantenhauses Ripton MacPherson, studierte nach dem Schulbesuch zwischen 1945 und 1948 Mathematik an der Universität London. Bereits während des Studiums engagierte sie sich für die Belange der Karibik und war Repräsentantin bei Konferenzen der Weltföderation der demokratischen Jugend (World Federation of Democratic Youth) in London. Nach einem Issa-Stipendium erhielt sie ein Grace-Hoadley-Dodge-Stipendium, das ihr ein postgraduales Studium an der Columbia University ermöglichte. Dieses Studium schloss sie 1961 mit der Promotion in Pädagogik ab. Nach ihrer Rückkehr nach Jamaika wurde sie Dozentin an der Fakultät für außerschulische Bildung, der heutigen Schule für fortwährende Studien, an der University of the West Indies (UWI).
Im August 1978 wurde sie von Premierminister Michael Manley zur Bildungsministerin in dessen Regierung berufen und war damit nach Rose Agatha Leon die zweite Frau Jamaikas, die ein Ministeramt bekleidete. Das Bildungsministerium leitete sie bis zur Niederlage der PNP gegen die Jamaica Labour Party (JLP) bei den Parlamentswahlen und dem Ende der Amtszeit Manleys am 1. November 1980.
Im  Anschluss nahm sie ihre Lehrtätigkeit wieder auf und widmete sich insbesondere dem Ausbau der mathematischen Bildung in Jamaika.
Für ihre Verdienste wurde sie mehrfach ausgezeichnet und erhielt nach dem Order of Distinction (1991) im Jahr 1993 den Pelikan-Preis der Graduiertenvereinigung für ihre grundlegende Arbeit auf dem Gebiet der Entwicklung menschlicher Ressourcen. Am 12. April 1999 wurde ihr von der Central Connecticut State University (CCSU) ein Ehrendoktortitel (Sc.D.) verliehen. Zuletzt wurde ihr 2003 der Order of Jamaica verliehen.